# سامسونگ اس‌جی‌اچ-آ۸۷۷
سامسونگ اس‌جی‌اچ-آ۸۷۷ یک‌نمونه از گوشی‌های تلفن همراه سری A شرکت سامسونگ می‌باشد که توسط همین شرکت به بازار عرضه شده‌است.